# 6234 Sheilawolfman
6234 Sheilawolfman eller 1986 SF är en asteroid i huvudbältet som upptäcktes den 30 september 1986 av den tjeckiske astronomen Zdeňka Vávrová vid Kleť-observatoriet. Den är uppkallad efter Sheila Wolfman.
Asteroiden har en diameter på ungefär 4 kilometer.